# Nolwenn Leroyová
Nolwenn Leroyová, vlastním jménem Nolwenn Le Magueresse (výslovnost [nolwɛn ləʁwa], * 28. září 1982 Saint-Renan) je francouzská zpěvačka pop music, spolupracující se skladatelem a producentem Laurentem Voulzym.
Jejím otcem je bývalý prvoligový fotbalista Jean-Luc Le Magueresse. Od jedenácti let se učila klasickému zpěvu a hře na klavír a housle, díky školnímu výměnnému pobytu v USA ovládá plynně angličtinu. Studovala mezinárodní právo na Université Clermont-Auvergne, po vítězství v televizní soutěži Star Academy v roce 2002 se stala profesionální zpěvačkou. Její debutové album bylo v čele žebříčku Syndicat National de l'Édition Phonographique a stalo se dvojnásobnou platinovou deskou. Největší úspěch zaznamenala s albem Bretonne, na němž zpívá bretaňské lidové písně, které překročilo hranici milionu prodaných kusů. Třikrát získala NRJ Music Award a byla v roce 2012 nominována na cenu Victoires de la Musique v kategorii zpěvaček. V roce 2015 ji časopis Le Journal du Dimanche zařadil na seznam padesáti nejpopulárnějších francouzských celebrit. Vedle zpěvu se věnuje také natáčení reklam a filmovému dabingu.
Jejím životním partnerem je tenista Arnaud Clément, v roce 2017 se jim narodil syn Marin. Byla po ní pojmenována planetka 353232 Nolwenn. Je členkou dobročinné organizace Les Enfoirés, ve volném čase se věnuje jízdě na koni.

## Diskografie

### Studiová Alba
- 2003: Nolwenn
- 2005: Histoires naturelles
- 2009: Le Cheshire Cat et moi
- 2010: Bretonne
- 2012: Ô filles de l'eau
- 2017: Gemme
- 2018: Folk
- 2021: La Cavale

### Živá alba
- 2007: Histoires Naturelles Tour
- 2014: Ô Tour de l'eau

### Singly
- 2003: „Cassé“
- 2003: „Une femme cachée“
- 2003: „Suivre une étoile“
- 2004: „Inévitablement“
- 2005: „Nolwenn Ohwo !“
- 2006: „Histoire Naturelle“
- 2006: „Mon ange“
- 2006: „J'aimais tant l'aimer“
- 2007: „Reste encore“
- 2009: „Faut-il, faut-il pas ?“
- 2010: „Mná na h-Éireann (Women of Ireland)“
- 2010: „La Jument de Michao“
- 2011: „Tri Martolod“
- 2011: „Brest“
- 2011: „Moonlight Shadow“
- 2012: „Juste Pour Me Souvenir“
- 2013: „Sixième Continent“
- 2017: „Gemme“
- 2017: „Trace ton chemin“
- 2021: „Brésil, Finistère“
- 2021: „Loin“